# Charles Thomas Newton
Sir Charles Thomas Newton (født 16. september 1816, død 28. november 1894) var en britisk arkæolog.
Newton blev født på Bredwardine i Herefordshire og uddannet på Shrewsbury School og Christ Church, Oxford. Han kom ind på British Museum i 1840 som assistent i afdelingen for antikviteter. På det tidspunkt, hvor antikviteter, klassiske, orientalske og middelalderens samt etnografiske genstande, indgik i afdelingen, havde denne ikke nogen klassisk arkæolog blandt sine medarbejdere.
I 1852 forlod Newton British Museum for at blive generalkonsul på Mitylene med det formål at udforske kysterne og øerne i Lilleasien. Støttet af midler fra lord Stratford de Redcliffe, daværende britiske ambassadør i Konstantinopel, gjorde han i 1852 og 1855 vigtige opdagelser af inskriptioner på øen Kalymnos ud for Karien, og i 1856-1857 gjorde han sit livs arkæologiske fund: opdagelsen af resterne af Mausoleet i Halikarnassos, et af de syv vidundere i den antikke verden. Det skete med stor hjælp af Murdoch Smith, som senere indlagde sig fortjeneste ved etableringen af den persiske telegraflinje. Newton beskrev resultaterne i History of Discoveries at Halicarnassus (1862-1863), som han skrev sammen med R.P. Pullan, og i sit værk Travels and Discoveries in the Levant (1865). Disse værker, hvori indgår oplysninger om andre vigtige opdagelser, især på Branchidae, hvor han udgravede de statuer, som i oldtiden havde stået langs den hellige vej, og på Knidos, hvor Pullan, der arbejdede under hans ledelse, havde fundet den kolossale løve, som nu findes på British Museum.
I 1855 afviste Newton et kongeligt professorat i græsk ved Oxford. I 1860 blev han britisk konsul i Rom, da der tilbød sig en mulighed for at reorganisere den hidtil ikke ordnede afdeling for oldtidssager ved British Museum, der blev opdelt i først tre og endelig i fire afdelinger. Den græske og romerske afdeling tilfaldt naturligt Newton, der vendte tilbage som kurator og beholdt denne stilling til 1885, idet han afslog et tilbud i 1878 om at blive ledende bibliotekar. Mausoleumsrummet, der skulle huse de skatte, han havde fundet i Lilleasien, blev bygget under hans tilsyn, men den mest geniale episode under hans administration var erhvervelsen af Blacas og Castellani ædelstene og skulpturer. Farnese og Pourtals samlingerne blev også overtaget af ham. Han tog en ledende rolle i grundlæggelsen af Society for the Promotion of Hellenic Studies, British School at Athens, og Egypt Exploration Fund. Han var Yates professor i klassisk arkæologi ved University College London fra 1880 til 1888. Hans indsamlede Essays on Art and Archaeology blev offentliggjort i 1886. Da han trak sig tilbage fra museet, blev en buste af Boehm – nu placeret i et af skulpturgallerierne – præsenteret for ham som en hædersgave; da der var et uventet overskud ved den dertil hørende indsamling, ønskede han, at det blev givet til skolen i Athen. Efter sin pensionering var han meget optaget af offentliggørelsen af de græske inskriptioner i British Museum, men hans helbred faldt meget af i de sidste år af hans liv. Han døde i Margate. Han blev gift i 1861 med datter af hans efterfølger i konsulatet i Rom, maleren Joseph Severn selv en anerkendt kunstner. Hun døde i 1866.